# Prachachart
Le Prachachart (officiellement en anglais : Prachachat Party, abrégé PCC ; en thaï : พรรคประชาชาติ ; litt. Parti national) est un parti politique thaïlandais fondé en 2018 par Wan Muhamad Noor Matha et Surapol Nakavanich. Les fondateurs sont d'anciens membres du Pheu Thai.
Le parti s'est principalement développé dans le sud de la Thaïlande et en particulier dans trois provinces frontalières de la Malaisie (Yala, Pattani et Narathiwat) où il reçoit un fort soutien de la minorité malaise (en) et parvient à faire élire de nombreux représentants.
Après les élections législatives de 2023, le parti a remporté 9 sièges.

## Résultats électoraux

### Élections législatives
| Année | Tête de liste          | Voix    | Voix    | %    | %    | Rang | Rang | Sièges  | Statut               | Gouvernement |
| Année | Tête de liste          | SM      | SP      | SM   | SP   | SM   | SP   | Sièges  | Statut               | Gouvernement |
| ----- | ---------------------- | ------- | ------- | ---- | ---- | ---- | ---- | ------- | -------------------- | ------------ |
| 2019  | Wan Muhamad Noor Matha | 481 490 | 481 490 | 1,35 | 1,35 | 9e   | 9e   | 7 / 500 | Opposition           |              |
| 2023  | Wan Muhamad Noor Matha | 311 057 | 602 645 | 0,79 | 1,61 | 9e   | 6e   | 9 / 500 | Minorité (coalition) | Thavisin     |